# Olympiáda (ort i Grekland, Mellersta Makedonien)
Olympiáda (Olympiada) är en ort i Grekland.   Den ligger i prefekturen Chalkidike och regionen Mellersta Makedonien, i den nordöstra delen av landet, 290 km norr om huvudstaden Aten. Olympiáda ligger 4 meter över havet och antalet invånare är 741.
Terrängen runt Olympiáda är kuperad åt sydväst, men åt nordost är den platt. Havet är nära Olympiáda åt nordost.  Närmaste större samhälle är Néa Vrasná, 14,5 km nordväst om Olympiáda. 